# 이머전 히프
이머전 제니퍼 제인 히프(영어: Imogen Jennifer Jane Heap, 1977년 12월 9일~)은 그레이터 런던 헤이버링 자치구 출신의 싱어송라이터이자 제작자로 팝과 일렉트로팝 장르에서 선구적인 역할을 한 것으로 평가받고 있다. 가이 식스워스와 함께 2인조 밴드 프루 프루(Frou Frou)를 이끈 적이 있으나, 현재는 솔로 활동 중이다.
이머전 히프는 어려서부터 피아노, 첼로, 클라리넷을 배웠고 기숙 학교를 다니던 13세 때 곡을 쓰기 시작하면서 스스로 음악 제작하는 법을 익혔다. 브릿 학교에 다닐 당시 매니저인 미키 모던에게 발탁되어 18세에 인디 레코드 레이블인 알모 사운드와 계약했고 이후 아카시아라는 익스페리멘털 팝 밴드를 조직한다. 1988년 얼터너티브 록 스타일의 <I Megahone> 앨범으로 데뷔했고 2002년에 영국 음반 제작자인 가이 시그스워스와 함께 일렉트로닉 듀오 프루 프루(Frou Frou)를 조직하여 앨범 <Details>(2002년)를 발매했다. 
두 번째 앨범 <Speak for Yourself>는 자신의 레이블 메가포닉 레코드에서 2005년 발매되어 미국과 캐나다에서 골드 레코드를 달성했다. 세 장의 싱글 중 "Headlock"과 "Goodnight and Go"는 영국 싱글 차트에서 상위권에 올랐고 "Hide and Seek"은 폭스 사의 십대 TV 드라마 시리즈인 <O.C.>에 사용되면서 미국에서 골드를 달성했다. 세 번째 앨범 <Ellipse>(2009년)는 빌보드 200 차트 5위에 올랐고 대부분 호평을 받았다. 그리고 네 번째 앨범 <Sparks>(2014년)이 출시되었다.
히프는 음악용 미.무 글러브(Mi.Mu Gloves)를 비롯하여 블록체인에 기반한 마이셀리아(Mycelia)라는 음악 나눔 프로그램을 개발하기도 했으며 브로드웨이 연극 <해리 포터와 저주받은 아이>의 음악을 만들기도 했다. 두 개의 그래미 어워드와 아이버 노벨로 어워드와, 드라마 데스크 어워드를 수상했다. 2019년 7월에 버클리 음악 대학으로부터 명예 박사 학위를 수여했다.

## 음반

### 솔로
- I Megaphone (1998년/2002년/2006년)
- Speak for Yourself (2005년)
- Ellipse (2009년)

### 싱글
- Getting Scared (1998년)
- Shine (1998년)
- Come Here Boy (1998년)
- Speeding Cars (2005년)
- Hide and Seek (2005년)
- Goodnight and Go (2006년)
- Headlock (2006년)
- Not Now, But Soon (2008년)

### Frou Frou 시절
- Details (2002년)
- Breathe In (싱글, 2002년)

1. ↑  Vanni, Olivia (2019년 7월 8일). “SideTrack: Blue Man Group, "Big Brother" Corey Brooks & Fessy Shafaat… and more”. 《Boston Herald》 (미국 영어). 2020년 3월 24일에 확인함.